# Pierwomajskoje (rejon chankajski)
Pierwomajskoje (ros. Первомайское) – wieś (sieło) w Rosji, w Kraju Nadmorskim, w rejonie chankajskim. W 2021 liczyła 277 mieszkańców.